# حجر جيري

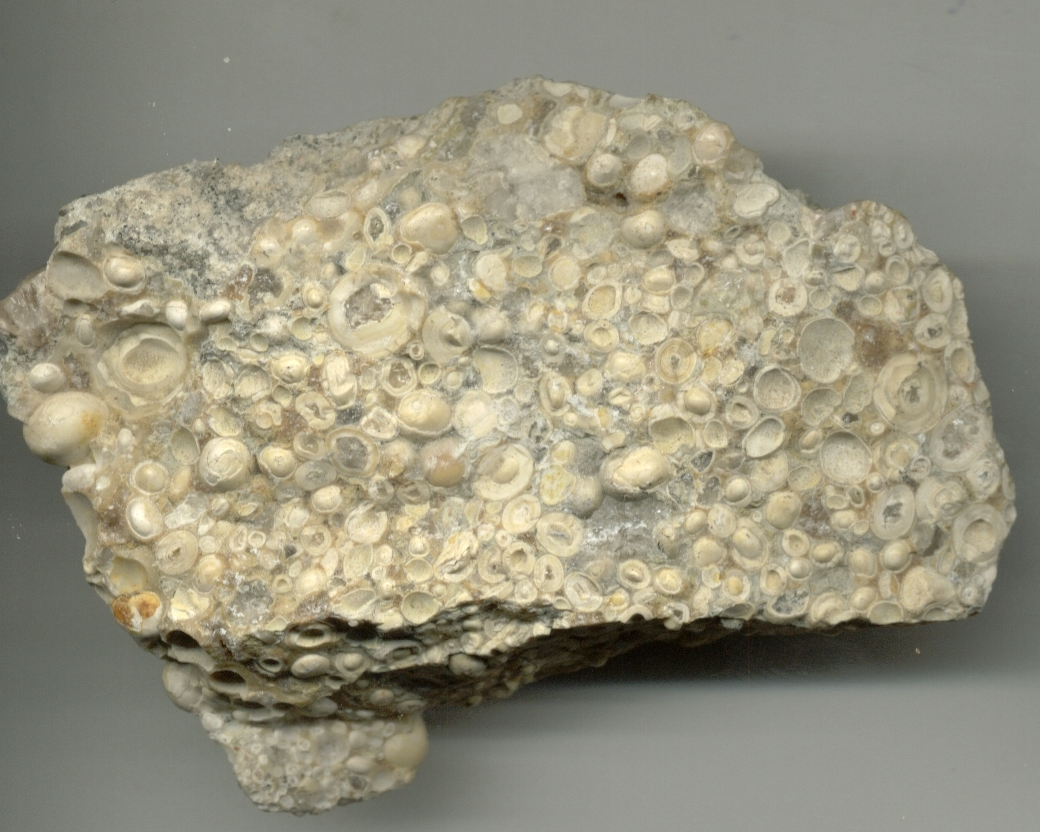
نوع من أنواع الحجر الكلسي

الحجر الجيري أو الحجر الكلسي (يُرمز له كيميائياً CaCO3) هو حجر رسوبي ناشئ من رواسب أحياء مائية متكلسة كالمرجان والمنخربات والرخويات وكذلك على أحبار وقواقع بحرية. طبقاً لطبيعته الجيولوجية فإنه يحتوي على كميات متفاوتة من السيليكا على صورة شوائب وكذلك كميات متفاوتة من الحجر الكلسي النقي. غالباً ما يكون أبيض اللون، لكن الشوائب مثل الطمي والرمل وشوائب معدنية مثل الأراجونيت وأكاسيد الحديد تجعله يتلون بألوان مختلفة. كما توجد منه أنواع تسمى «كلاستيك» بمعنى أنها مكونة من خليط من أحجار أخرى صغيرة متماسكة.
تقريباً 10% من الصخور الرسوبية هي أحجار جيرية. وإن ذوبانية الأحجار الجيرية في الماء ومحاليل الأحماض الضعيفة، أدى إلى تكون المناظر الطبيعية الكارستية، حيث أن الماء أدى على مدى آلاف إلى ملايين من السنين إلى تآكل هذه الصخور. وإن أغلب أنظمة الكهوف قائمة على أساس من الحجر الجيري.
للحجر الجيري استخدامات اقتصادية كثيرة كمادة للبناء، كمكون أساسي في الخرسانة (أسمنت بورتلاند) لصبه في قاعدة الشوارع.. وكصبغة بيضاء أو حشوة في منتجات مثل معجون الأسنان والأصباغ، وكمادة خام كيميائية لإنتاج الجير وكمحسّن للتربة وأحجار زينة طبيعية في تزيين الحدائق. كما أن بعض طبقاته تكون مخازن تحت الأرض تختزن النفط والغاز الطبيعي.

## استخداماته

### في فن العمارة

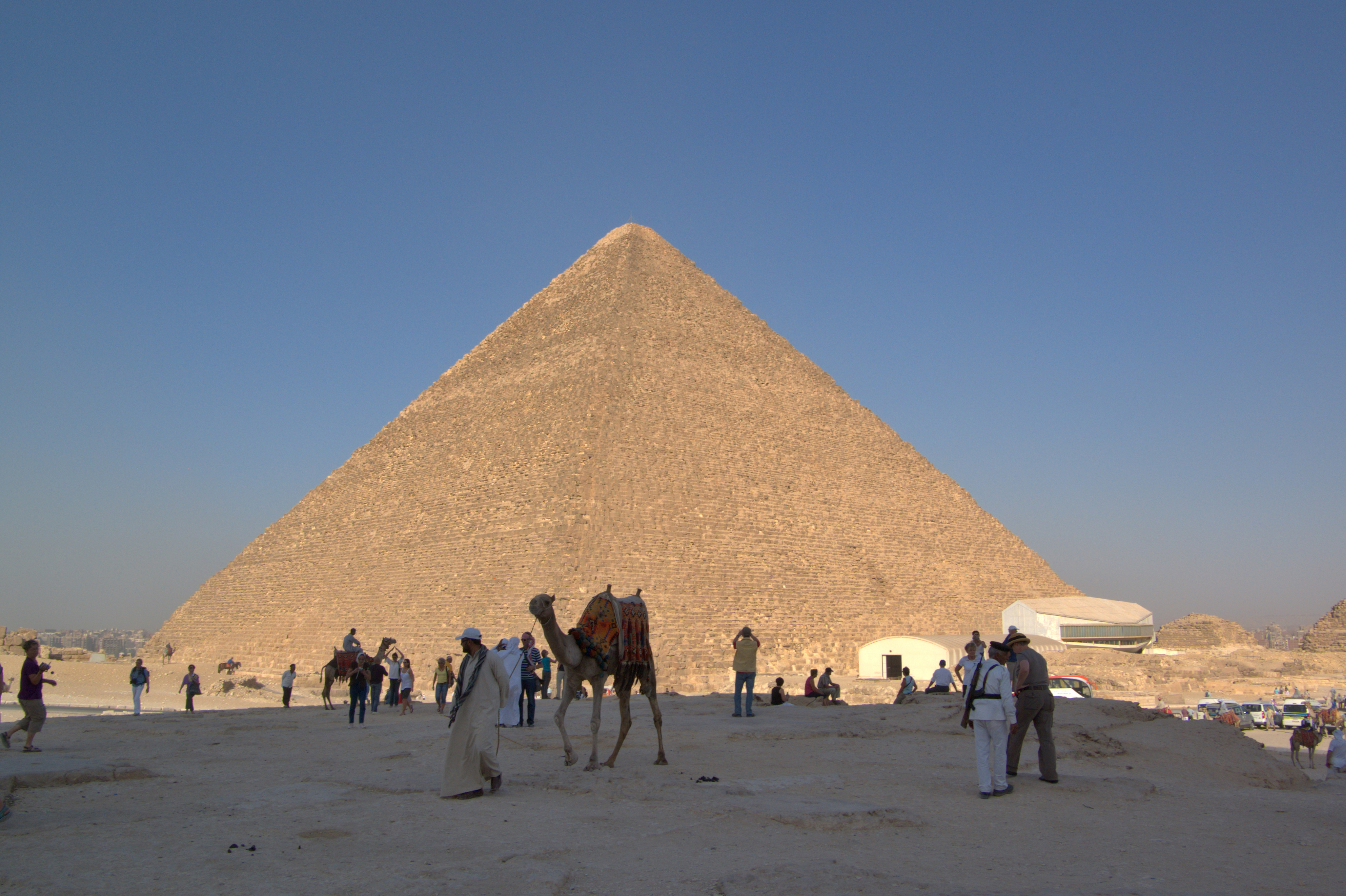
الهرم الأكبر في الجيزة، وأحد عجائب الدنيا السبع

حجر الجير شائع جداً استعماله في فن العمارة، وبشكل خاص في أوروبا وأمريكا الشمالية. فكثير من المعالم المشهورة حول العالم، ومن ضمنها الأهرامات في الجيزة، مصر، إذ أنها صنعت منه. وكثير من المباني في كينغستون، أونتاريو في كندا، وما زالت تشيد منه كما إنها تلقب بـ«مدينة الحجر الجيري» (Limestone City). النحاتون الأمريكيون القدماء قدروا الحجر الجيري لأنه كان سهل العمل وجيد للتفاصيل الدقيقة. بالعودة إلى الحقبة المتأخرة من فترة ما قبل التاريخ (من 200 إلى 100 قبل الميلاد)، قامت حضارة المايا (المكسيك القديمة) بإنشاء منحوتة دقيقة باستخدام الحجر الجيري بسبب هذه الخصائص الممتازة للنحت. وقد زيّن المايا أسقف المباني المقدسة (المعروفة باسم السواكف) وغطوا الجدران بألواح من الحجر الجيري المنحوت. وقد كان نحت هذه التماثيل لقصص سياسية واجتماعية، وساعد ذلك في نقل رسائل الملك إلى شعبه.

### استخدامات أخرى
يستخدم في الحصول على الجير المستخدم في البناء، والحصول على ثاني أكسيد الكربون الذي يمكن منه الحصول على النورة (هيدروكسيد الكالسيوم Ca(OH)2). ويمكن استخدام الأنواع غير النقية منه كأحجار للبناء. ومن مصادر الجير الحي (أكسيد الكالسيوم)، يدخل في صناعة الحديد والصلب، حيث يضاف إلى الفحم وخام الحديد في الأفران العالية، إذ يخفض من درجة انصهار خام الحديد، كما يقوم بفصل الشوائب غير المرغوب فيها من الحديد الناتج مثل السيليكا.
- الحجر الجيري يدخل في صنع الأسمنت.
- حجر للبناء، واستخدمه قدماء المصريين في بناء الأهرامات.
- إنتاج الجير المطفأ.
- صناعة الورق.

### السلامة والصحة المهنية
يعتبر مسحوق الحجر الجيري كمادة مضافة للغذاء آمناً وهو معترف به عمومًا على أنه آمن ولا يعتبر الحجر الجيري مادة خطرة. ومع ذلك، يمكن أن يكون غبار الحجر الجيري مادة تنفسية معتدلة ومهيجة للجلد، والغبار الذي يدخل العين يمكن أن يسبب خدش القرنية. نظرًا لأن الحجر الجيري يحتوي على كميات صغيرة من السيليكا، فمن المحتمل أن يؤدي استنشاق غبار الحجر الجيري إلى الإصابة بالسحار السيليسي أو السرطان.

## حادثة
حوالي 20٪ إلى 25٪ من الصخور الرسوبية عبارة عن صخور كربونية، ومعظمها حجر جيري. تم العثور على الحجر الجيري في متواليات رسوبية عمرها 2.7 مليار سنة. ومع ذلك، تظهر تكوينات صخور الكربونات توزيعًا غير متساوٍ في الوقت المناسب في السجل الجيولوجي. تتكون حوالي 95٪ من الكربونات الحديثة من الكالسيت عالي المغنيسيوم والأراجونيت. يتم تحويل إبر الأراجونيت في طين الكربونات إلى كالسيت منخفض المغنيسيوم في غضون بضعة ملايين من السنين، حيث أن هذا هو الشكل الأكثر استقرارًا من كربونات الكالسيوم. تحتوي تشكيلات الكربونات القديمة من ما قبل الكامبري وحقبة الحياة القديمة على الدولوميت بكثرة، لكن الحجر الجيري يسيطر على طبقات الكربونات في الدهر الوسيط والعصر الحجري القديم.الدولوميت الحديث نادر جدا. هناك أدلة على أنه في حين أن المحيط الحديث يفضل ترسيب الأراجونيت، فإن محيطات حقب الحياة القديمة ووسط حقب الحياة الحديثة تفضل ترسيب الكالسيت. قد يشير هذا إلى انخفاض نسبة Mg / Ca في مياه المحيط في تلك الأوقات. قد يكون استنفاد المغنيسيوم نتيجة انتشار قاع البحر السريع الذي يزيل المغنيسيوم من مياه المحيط. تم وصف المحيط الحديث ومحيط الدهر الوسيط بأنه «بحار أراجونيت».
تم تشكيل معظم الحجر الجيري في بيئات بحرية ضحلة، مثل الرفوف القارية أو منصات. تشكل هذه البيئات حوالي 5٪ فقط من أحواض المحيطات، ولكن نادرًا ما يتم حفظ الحجر الجيري في المنحدرات القارية وبيئات أعماق البحار. أفضل البيئات للترسب هي المياه الدافئة، والتي لها إنتاجية عضوية عالية وتشبع متزايد لكربونات الكالسيوم بسبب انخفاض تركيزات ثاني أكسيد الكربون المذاب. توجد رواسب الحجر الجيري الحديثة دائمًا في مناطق بها القليل جدًا من الترسبات الغنية بالسيليكا، مما ينعكس في النقاء النسبي لمعظم الحجر الجيري. يتم تدمير كائنات الشعاب المرجانية عن طريق مياه الأنهار الموحلة قليلة الملوحة، ويتم طحن حبيبات الكربونات بواسطة حبيبات السيليكات الأكثر صلابة. على عكس الصخور الرسوبية clastic ، يتم إنتاج الحجر الجيري بالكامل تقريبًا من الرواسب التي تنشأ في مكان الترسب أو بالقرب منه.

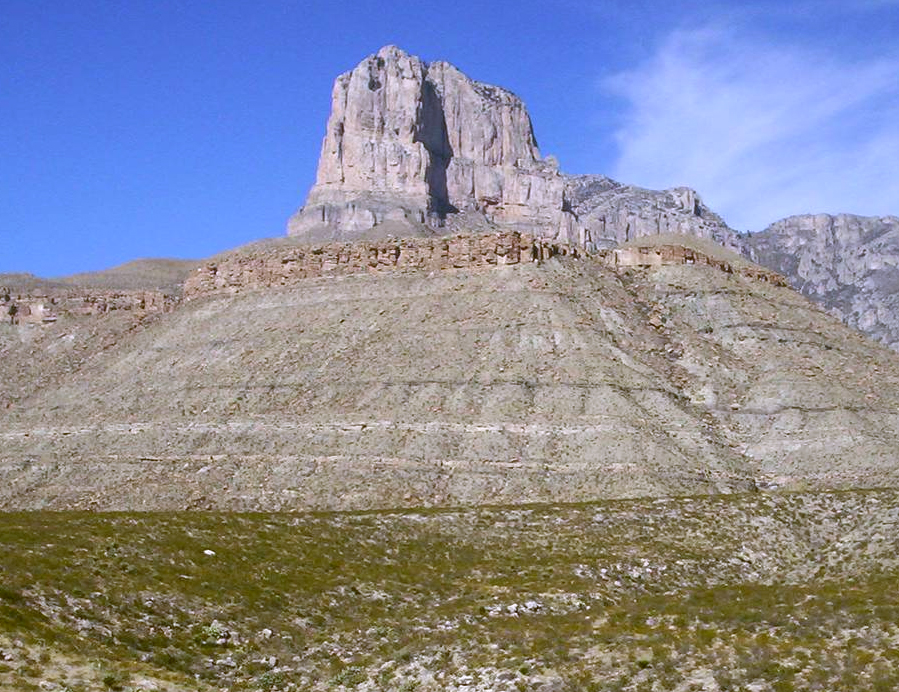
إل كابيتان ، شعاب مرجانية قديمة من الحجر الجيري

تميل تشكيلات الحجر الجيري إلى إظهار تغيرات مفاجئة في السماكة. يتم تفسير السمات الكبيرة الشبيهة بالكتل في تكوين الحجر الجيري على أنها شعاب مرجانية قديمة، والتي عندما تظهر في السجل الجيولوجي تسمى «طبقات بيولوجية». كثير منها غني بالحفريات، لكن معظمها يفتقر إلى أي إطار عضوي متصل مثل ذلك الذي شوهد في الشعاب المرجانية الحديثة. توجد بقايا الحفريات كأجزاء منفصلة مدمجة في مصفوفة طينية وافرة. يُظهر الكثير من الترسب مؤشرات على حدوثه في مناطق المد والجزر أو المناطق فوق المدية، مما يشير إلى أن الرواسب تملأ بسرعة متاحة مساحة الإقامة في الرف أو المنصة. يُفضل الترسب أيضًا على الهامش المواجه للبحر للأرفف والمنصات، حيث توجد مياه المحيطات العميقة الغنية بالمواد المغذية التي تزيد من الإنتاجية العضوية. الشعاب المرجانية شائعة هنا، ولكن عند عدم وجودها، يتم العثور على المياه الضحلة الدسمة بدلاً من ذلك. تترسب الرواسب الدقيقة بالقرب من الشاطئ.
يرجع نقص الأحجار الجيرية في أعماق البحار جزئيًا إلى الاندساس السريع لقشرة المحيطات، ولكنه يرجع بشكل أكبر إلى انحلال كربونات الكالسيوم في العمق. تزداد قابلية ذوبان كربونات الكالسيوم مع الضغط بل وتزداد مع تركيزات أعلى من ثاني أكسيد الكربون، والتي تنتج عن تحلل المواد العضوية التي تستقر في أعماق المحيطات التي لا تتم إزالتها عن طريق التمثيل الضوئي في الأعماق المظلمة.نتيجة لذلك، هناك تحول حاد إلى حد ما من الماء المشبع بكربونات الكالسيوم إلى الماء غير المشبع بكربونات الكالسيوم، «ليسوكلين»، والذي يحدث عند «عمق تعويض الكالسيت»4,000 إلى 7,000 متر (13,000 إلى 23,000 ft). تحت هذا العمق، تتحلل اختبارات المنخربات والجزيئات الهيكلية الأخرى بسرعة، وتتحول رواسب قاع المحيط بشكل مفاجئ من رواسب كربونات غنية بمانيفيرا وبقايا كوكوليث ( Globigerina ) إلى طين سيليسي يفتقر إلى الكربونات.
في حالات نادرة، يتم دفن رواسب الكربونات القاعية (أعماق المحيط) أو غيرها من الرواسب الغنية بالسيليكا والحفاظ عليها. الأحجار الجيرية القاعية القديمة هي جريزوفولفين ويتم تحديدها من خلال وضعها التكتوني. وعادة ما تكون الأحافير من المنخربات والعصائر. لا توجد ليمون قاعية معروفة قبل العصر الجوراسي، ربما لأن العوالق المقشرة بالكربونات لم تتطور بعد.
تتشكل الأحجار الجيرية أيضًا في بيئات المياه العذبة. لا تختلف هذه الأحجار الجيرية عن الحجر الجيري البحري، ولكنها تحتوي على تنوع أقل من الكائنات الحية وجزء أكبر من السيليكا والمعادن الطينية التي تتميز بها مارل. تكوين النهر الأخضر هو مثال على تكوين رسوبي بارز للمياه العذبة يحتوي على العديد من طبقات الحجر الجيري. الحجر الجيري للمياه العذبة عادة ما يكون ميكرريت. تعتبر أحافير charophyte (stonewort)، وهي شكل من أشكال الطحالب الخضراء في المياه العذبة، من سمات هذه البيئات، حيث تنتج نباتات الفحم الكربونات وتصيدها.
قد يتشكل الحجر الجيري أيضًا في متبخر بيئات رسوبية. الكالسيت هو أحد المعادن الأولى التي تترسب في المتبخرات البحرية.

### الحجر الجيري والكائنات الحية

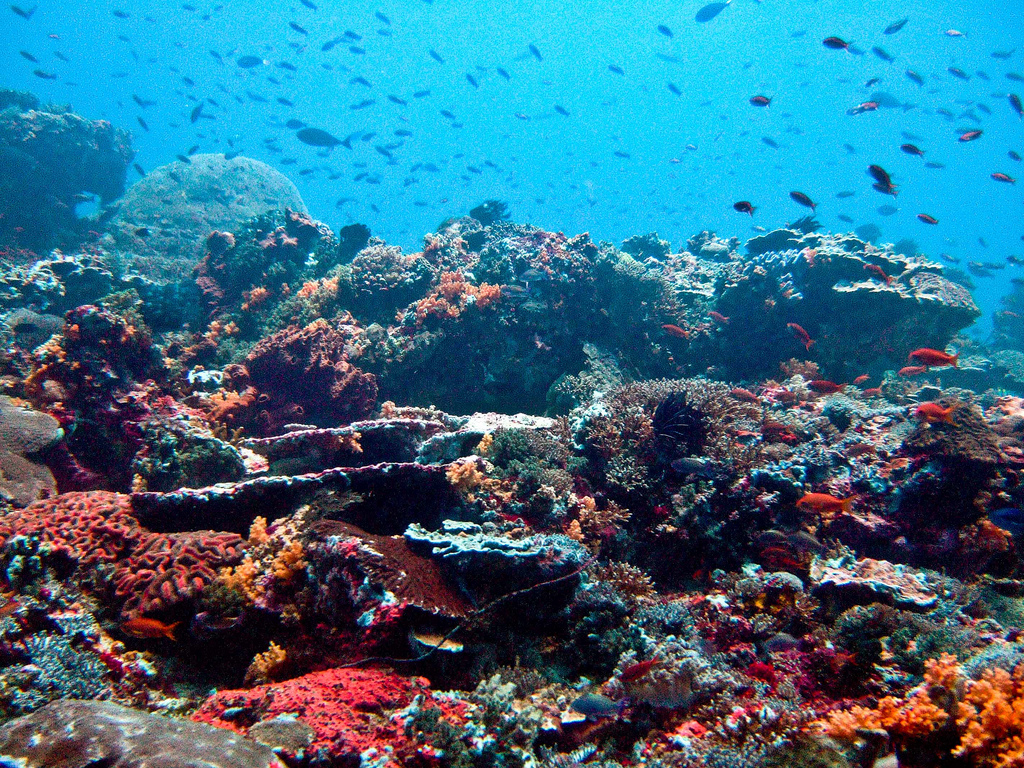
الشعاب المرجانية في نوسا ليمبونغان ، بالي، إندونيسيا

يتكون معظم الحجر الجيري من أنشطة الكائنات الحية بالقرب من الشعاب المرجانية، لكن الكائنات الحية المسؤولة عن تكوين الشعاب المرجانية قد تغيرت بمرور الوقت الجيولوجي. على سبيل المثال، «ستروماتوليت» هي هياكل على شكل تل في الحجر الجيري القديم، تُفسَّر على أنها مستعمرات البكتيريا الزرقاء تراكمت رواسب الكربونات. تقوم الكائنات الحية بترسيب الحجر الجيري سواء بشكل مباشر كجزء من هيكلها العظمي، أو بشكل غير مباشر عن طريق إزالة ثاني أكسيد الكربون من الماء عن طريق التمثيل الضوئي وبالتالي تقليل قابلية ذوبان كربونات الكالسيوم.
يظهر الحجر الجيري نفس نطاق الهياكل الرسوبية الموجودة في الصخور الرسوبية الأخرى. ومع ذلك، فإن الهياكل الدقيقة، مثل التصفيح، غالبًا ما يتم تدميرها من خلال أنشطة حفر الكائنات الحية (التعكير البيولوجي). التصفيح الناعم هو سمة من سمات الحجر الجيري المتكون في بحيرة جافة، والتي تفتقر إلى الكائنات الحية المختبئة. تُظهر الأحجار الجيرية أيضًا سمات مميزة مثل «الهياكل الجيولوجية المعدنية»، والتي تتشكل عندما تستقر الأصداف المنحنية في القاع مع الوجه المقعر لأسفل. هذا يحبس الفراغ الذي يمكن ملؤه لاحقًا بواسطة سباريت. يستخدم الجيولوجيون الهياكل الجيوبيتالية لتحديد الاتجاه الذي كان صاعدًا في وقت الترسيب، وهو أمر غير واضح دائمًا مع تكوينات الحجر الجيري المشوهة للغاية.
يمكن أن تتحمل Cyanobacterium "Hyella Balani" من خلال الحجر الجيري؛ كما يمكن أن الطحالب الخضراء "Eugamantia Sacculata" والفطريات  Ostracolaba Inglexa .

#### تلال الطين الميكريتيك
تلال الطين الميكريتيك هي القباب الدقيقة للكستيك MicrATic الذي يفتقر إلى الهيكل الداخلي. الأمثلة الحديثة تصل إلى عدة مئات من الأمتار وسمكها كيلومتر واحد، ولها منحدرات شديدة الانحدار (مع زوايا المنحدر حوالي 50 درجة). قد تتألف من بيلويد جرفت من قبل التيارات وتثبيتها من قبل Thallasia" العشب أو مانغروف. قد تسهم Bryozoa أيضا في تكوين التل من خلال المساعدة في فخ الرواسب.
يتم العثور على أكشام الطين في جميع أنحاء السجل الجيولوجي، وقبل Ordoor Ordovician، كانوا من النوع الشهير المهيمن في كل من المياه العميقة والضحلة. هذه التلال الطينية المحتملة هي الميكروبية في الأصل. بعد ظهور كائنات ريف بناء الإطار، تم تقييد تلال الطين بشكل رئيسي على المياه أعمق.

#### الشعاب العضوية
تتكون الشعاب العضوية عند خطوط العرض المنخفضة في المياه الضحلة، على عمق لا يزيد عن بضعة أمتار. إنها هياكل معقدة ومتنوعة موجودة في جميع أنحاء السجل الأحفوري. تعد الكائنات الحية المسؤولة عن تكوين الشعاب المرجانية العضوية من سمات فترات زمنية جيولوجية مختلفة: Archaeocyathid ظهرت في أوائل العصر الكامبري؛ أفسحت هذه الطريق للإسفنج من قبل أواخر العصر الكمبري؛ تضمنت الخلافة اللاحقة ستروماتوبورويدات، والشعاب المرجانية، والطحالب، والبريوزوا، والرودست (شكل من الرخويات ذات الصدفتين).
عادة ما يكون للشعاب العضوية بنية داخلية معقدة. عادة ما تكون أحافير الجسم بالكامل وفيرة، ولكن من النادر وجود شوائب ودونية داخل الشعاب المرجانية. عادةً ما يكون قلب الشعاب المرجانية ضخمًا وغير مدمج، ويحيط به talus أكبر في الحجم من اللب. يحتوي الكاحل على خلايا داخلية وفيرة وعادة ما يكون إما «حجر عائم»، مع وجود 10٪ أو أكثر من الحبوب التي يزيد حجمها عن 2 مم في مصفوفة وفيرة، أو «حجر رود»، وهو في الغالب عبارة عن حبيبات كبيرة ذات مصفوفة متفرقة. يتدرج الكاحل إلى طين كربوني دقيق الحبيبات العوالق، ثم طين غير كربوني بعيدًا عن الشعاب المرجانية.

## الانتشار
يوجد في القشرة الأرضية بكثرة، كطبقات رسوبية كانت في الماضي تحت سطح البحر وكوّنتها أحياء مائية صغيرة، ثم ارتفعت تلك المناطق فوق سطح البحر بسبب تصادم الصفائح التكتونية الجيولوجية.

### في العراق
يوجد بوفرة في شمال العراق بجبالها وكهوفها ويستخدم للتزيين، وكذلك يوجد في محافظة المثنى غرب العراق.

### في الأردن
من أشهر الدول التي تعتمد عليه في البناء الأردن إذ يلاقي حجر البناء الأردني قبولا في معظم الدول العربية المجاورة لها.

### في فلسطين
ويوجد الحجر الجيري في فلسطين في الضفة الغربية على وجه التحديد ويتم استخراجه ومعالجته وتصديره إلى باقي الدول. ويُعد حجر القدس من أهم أنواعه.

### في مصر
يتواجد في مناطق شاسعة من صحاري مصر مثل هضبة الجيزة وسقارة وميدوم، ويوجد في مدينة السادس من أكتوبر وأيضا مدينة الشيح زايد يتواجد فيها بكثرة الحجر الجيرى والبازلت. منطقه المقطم بالقاهرة ومنطقة طره توجد فيها أنواع فاخرة من الحجر الجيري الأبيض، واستخدمه قدماء المصريين في تغطية أهراماتهم.
يُستغَلّ لصناعة الأسمنت في حلوان، ولاستخراج الرخام في أجران الفهل غرب القاهرة، وكحجر للبناء في المقطم، وفي الكثير من بلدان الصعيد. وهو الذي بنى به المصريون القدماء الهرم الأكبر في الجيزة.

## أصنافه
ويستخدم نوعان رئيسيان للتصنيف، هما «فولك The Folk» و «دونهام The Dunham»، في تحديد الصخور الكلسية والكاربونية.
- التصنيف Folk: طور الجيولوجي روبرت ل. فولك نظام تصنيف يضع التركيز الأساسي على التركيب التفصيلي للحبوب والمواد بين الخلوي في صخور الكربونات. بناءاً على التركيبة، هناك ثلاثة مكونات رئيسية: التخصيصات (الحبوب)، القالب (معظمها ميكريت)، واللاصق (سباريت). يستخدم نظام فولك أسماء جزئين؛ الأول يشير إلى الحبوب والثاني هو المصدر. ومن المفيد أن يكون لديك مجهر مصغر عند استخدام مخطط فولك، لأنه من الأسهل تحديد المكونات الموجودة في كل عينة.[42]
- تصنيف Dunham: يركز مخطط دنهام على القوام الترسيبي. ويعتمد كل اسم على بنية الحبوب التي تشكل الحجر الجيري. نشر روبرت جي. دنهام نظامه للحجر الجيري في عام 1962 ؛ يركز على النسيج الترسيبي لصخور الكربونات. يقسم دونهام الصخور إلى أربع مجموعات رئيسية بناءاً على نسب نسبية من الجسيمات المتفككة الخشنة. أسماء دنهام هي بالأساس للعائلات الصخرية. وتتظافر جهوده مع مسألة ما إذا كانت الحبيبات في الأصل في اتصال متبادل، وبالتالي دعم ذاتي، أو ما إذا كانت الصخور تتميز بوجود بناة الإطار والحصائر الطحلبية. على عكس نظام فولك، يتعامل دونهام مع المسامية الأصلية للصخرة. مخطط دونهام أكثر فائدة للعينات اليدوية لأنه يعتمد على النسيج وليس على الحبوب في العينة.[43]

## المناظر الطبيعية من الحجر الجيري

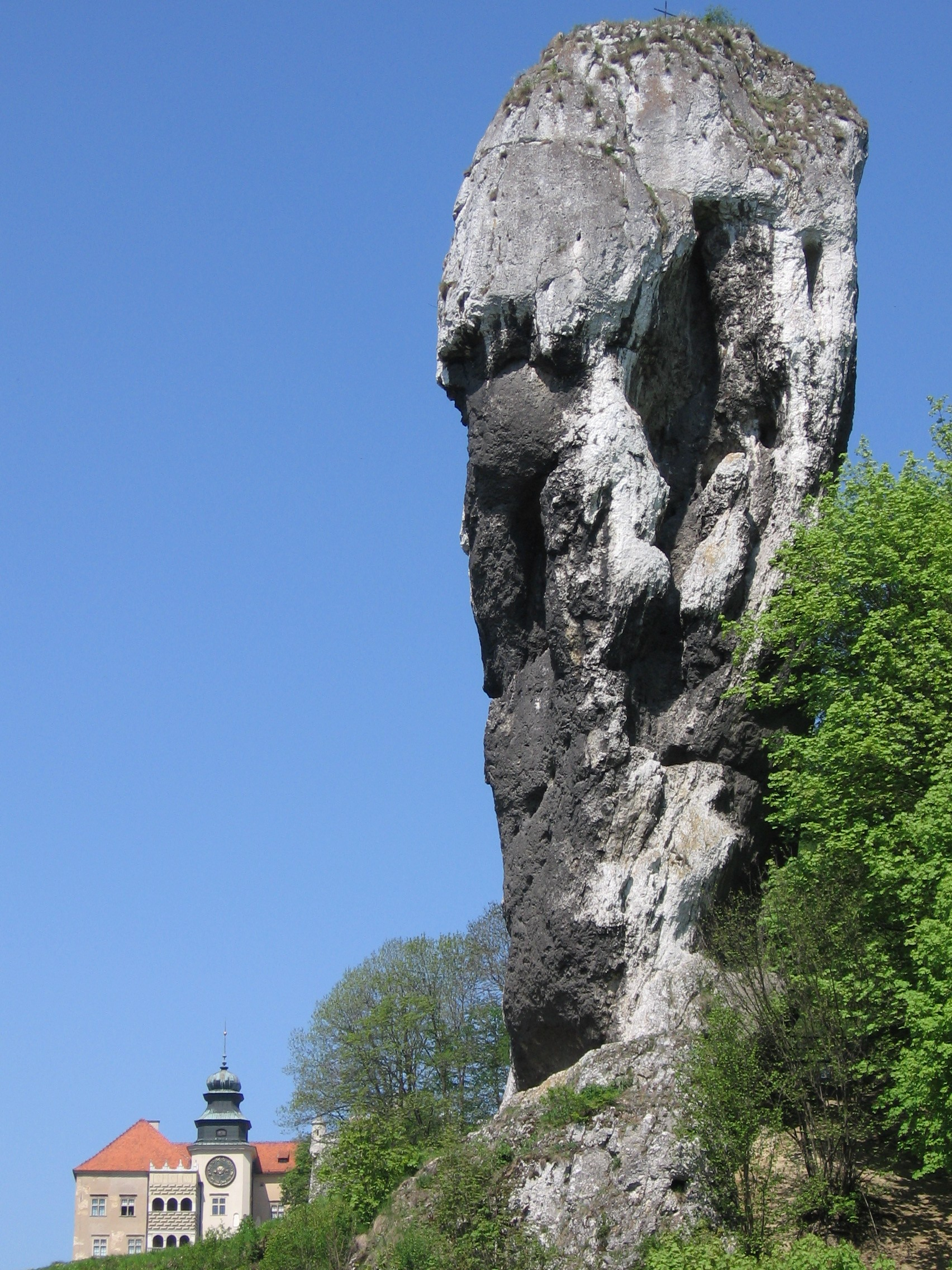
هراوة هرقل ، صخرة طويلة من الحجر الجيري في بولندا (في الخلفية)

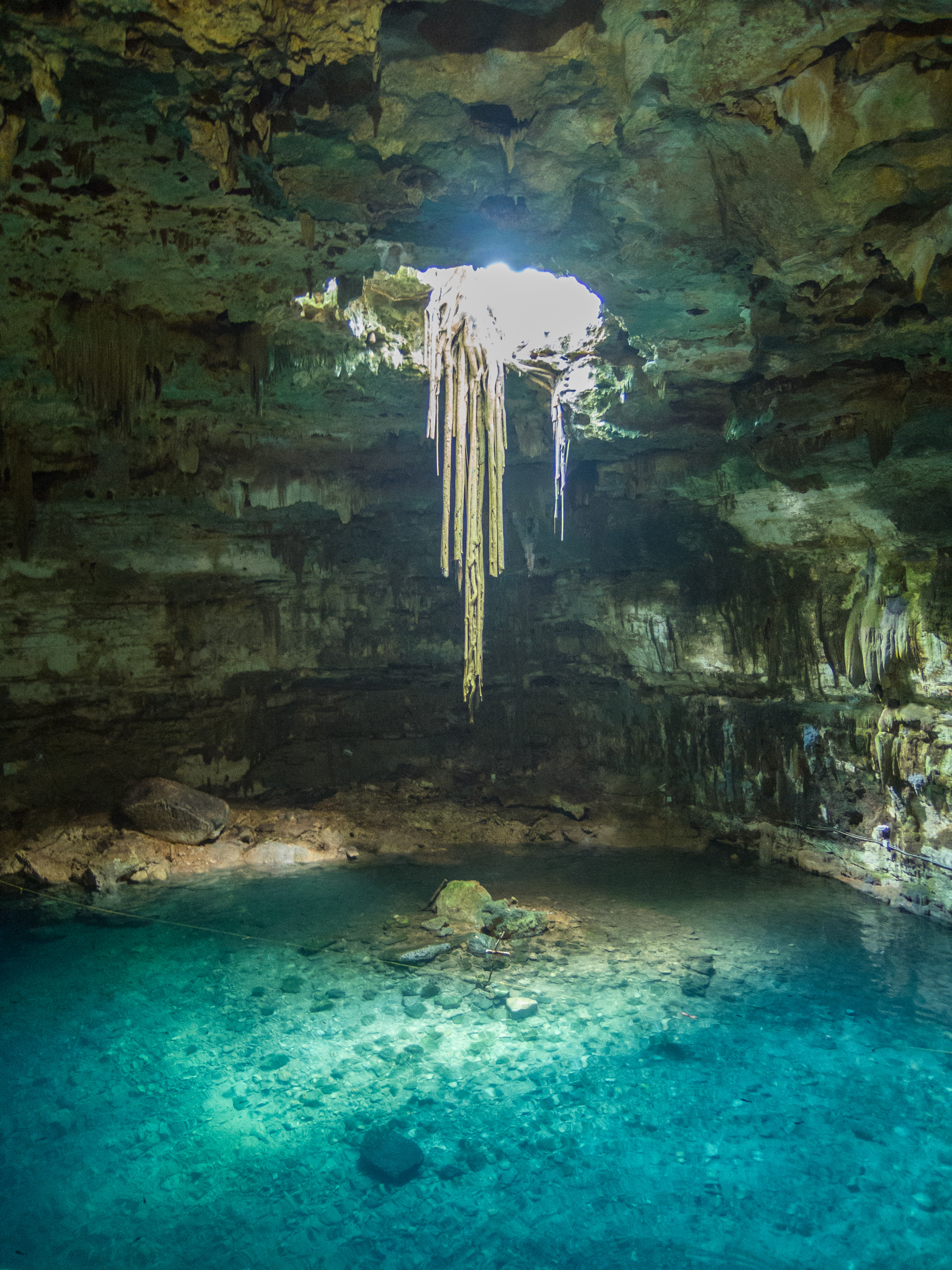
Samulá cenote في بلد الوليد ، يوكاتان ، المكسيك

الحجر الجيري قابل للذوبان جزئيًا، خاصة في الأحماض، وبالتالي يشكل العديد من أشكال التضاريس. وتشمل هذه رصف الحجر الجيري وفتحات طرق وفجوات صخرية والكهوف والوديان. تُعرف مناطق التعرية هذه باسم كارست. الحجر الجيري أقل مقاومة للتعرية من معظم الصخور النارية، ولكنه أكثر مقاومة من معظم الصخور الرسوبية الأخرى. لذلك يرتبط عادةً بالتلال والأراضي السفلية، ويحدث في مناطق بها صخور رسوبية أخرى، عادةً من الطين.
تميل المناطق الكارستية التي تعلو صخور الأساس من الحجر الجيري إلى أن يكون لديها عدد أقل من المصادر المرئية فوق سطح الأرض (البرك والجداول)، حيث يتم تصريف المياه السطحية بسهولة إلى أسفل من خلال شقوق في الحجر الجيري. أثناء التصريف، يعمل الماء والحمض العضوي من التربة ببطء (على مدى آلاف أو ملايين السنين) على توسيع هذه الشقوق، مما يؤدي إلى إذابة كربونات الكالسيوم وحملها بعيدًا في محلول. معظم أنظمة الكهف تكون من خلال حجر الأساس من الحجر الجيري. إن تبريد المياه الجوفية أو خلط المياه الجوفية المختلفة سيخلق أيضًا ظروفًا مناسبة لتكوين الكهوف.
غالبًا ما تتآكل الأحجار الجيرية الساحلية بسبب الكائنات الحية التي تحفر في الصخور بوسائل مختلفة. تُعرف هذه العملية باسم bioerosion. إنه أكثر شيوعًا في المناطق الاستوائية، وهو معروف في جميع سجل الحفريات.
تظهر مجموعات من الحجر الجيري من سطح الأرض في كثير من الأحيان نتوءات صخرية مذهلة وجزر. تشمل الأمثلة Rock of Gibraltar ، ال Burren في مقاطعة كلير، أيرلندا؛ مالحام كوف في شمال يوركشاير وجزيرة وايت،  إنكلترا؛ Great Orme في ويلز؛ في Fårö بالقرب من جزيرة غوتلاند السويدية، Niagara Escarpment في كندا / الولايات المتحدة؛ Notch Peak في ولاية يوتا؛ الحديقة الوطنية خليج ها لونج في فيتنام؛ والتلال حول نهر لي جيانغ وغويلين في الصين.
فلوريدا كيز، الجزر الواقعة قبالة الساحل الجنوبي ل فلوريدا، تتكون أساسًا من oolitic الحجر الجيري (المفاتيح السفلى) والهياكل الكربونية للشعاب المرجانية (Upper Keys)، والتي ازدهرت في المنطقة خلال فترات ما بين العصور الجليدية عندما كان مستوى سطح البحر أعلى مما هو عليه الآن.
توجد موائل فريدة في ألفار، مساحات شاسعة من الحجر الجيري مع طبقات التربة الرقيقة. أكبر امتداد في أوروبا هو ستورا ألفاريت في جزيرة أولاند، السويد. منطقة أخرى بها كميات كبيرة من الحجر الجيري هي جزيرة جوتلاند بالسويد. تمتد المحاجر الضخمة في شمال غرب أوروبا، مثل تلك الموجودة في جبل سانت بيتر (بلجيكا / هولندا)، لأكثر من مائة كيلومتر.